# Marshall Berman
Marshall Berman (South Bronx, Nova York, 24 de novembro de 1940 – Nova York, 11 de setembro de 2013) foi um escritor e filósofo estadunidense marxista. Era também professor de Ciência Política do City College of New York e do Graduate Center da City University of New York, onde ensinava Filosofia Política e Urbanismo.
Sua obra mais conhecida é Tudo que é solido desmancha no ar (1982), cujo título alude a uma frase do Manifesto Comunista, de Karl Marx e Friedrich Engels. O livro é uma história crítica da modernidade, constituindo-se de análises críticas de vários autores e suas épocas — desde o Fausto de Goethe, passando pelo 'Manifesto' de Marx e Engels, pelos poemas em prosa de Baudelaire e pela ficção de Dostoiévski, até as vanguardas artísticas do século XX.
Outros livros de Berman — Aventuras no Marxismo e Um Século em Nova York — foram publicados em português. Escreveu também inúmeros artigos sobre cultura e política. Era membro do conselho editorial da revista Dissent e contribuiu regularmente para a revista semanal The Nation e para o jornal The New York Times. Em 11 de setembro de 2013, Berman sofreu um ataque cardíaco fatal, quando tomava café da manhã, em um restaurante.

## Modernidade e modernismo
A partir das últimas décadas do século XX, o discurso filosófico concentrou-se nas questões da modernidade e da condição moderna. Em Tudo o que é sólido…, Berman apresentou sua definição de modernismo contrapondo-a às filosofias pós-modernas.
"Outros acreditam que as formas realmente distintas da arte e pensamento contemporâneos deram um salto quantitativo além de todas as sensibilidades diversas de modernismo, conquistando o direito de se autodenominarem "pós-modernas". Proponho-me a responder a esses argumentos anti-téticos mas complementares reexaminando a visão de modernidade que marca o início deste livro. Ser moderno, eu dizia, é experimentar a existência pessoal e social como um torvelinho, ver o mundo e a si próprio em perpétua desintegração e renovação, agitação e angústia, ambiguidade e contradição: é ser parte de um universo em que tudo o que é sólido se desmancha no ar. Ser um modernista é sentir-se de alguma forma em casa em meio ao redemoinho, fazer seu o ritmo dele, movimentar-se entre suas correntes em busca de novas formas de realidade, beleza, liberdade, justiça, permitidas pelo seu fluxo ardoroso e arriscado."
Sob a influência do movimento New Left, Nova Esquerda, Berman refletiu sobre uma série de questões que ampliam o horizonte das esquerdas em relação aos elementos constitutivos da modernidade. Apresentou o modo como o indivíduo pode experimentar, criticamente, de modo rico, em verdadeira profusão, tudo o que a cultura moderna nos oferece, na literatura, nas artes em geral, no cotidiano da vida urbana, sem cair nos vícios empobrecedores ou reificantes da existência, ensejados pelo capitalismo, ou na crítica mais convencional marxista que não atenta para essas possibilidades. Segundo Marshall Berman, o marxismo, em larga medida, perdeu esse sentido libertário original presente na obra de Marx, autor que ele classifica como um dos fundadores do mundo moderno.
A visão de Berman sobre o modernismo está em total desacordo com a definição de pós-modernismo. Parafraseando Charles Baudelaire, Michel Foucault definira a atitude da modernidade como "a heroificação irônica do presente" (in FOUCAULT, A hermenêutica do sujeito, p. 345). Berman, ao contrário, via a definição de pós-modernismo como uma câmara de eco sem alma e sem esperança. Ele abordou isso especificamente em seu Prefácio à reimpressão de 1988 de Tudo que é solido desmancha no ar, posterior a edição brasileira de 1982
"Pode-se dizer que os pós-modernistas desenvolveram um paradigma que se choca fortemente com o deste livro. Argumentei que a vida moderna, a arte e o pensamento têm capacidade para autocrítica perpétua e auto-renovação. Os pós-modernistas sustentam que o horizonte da modernidade está fechado, suas energias esgotadas — com efeito, que a modernidade é passé. O pensamento social pós-modernista despreza todas as esperanças coletivas de progresso moral e social, de liberdade pessoal e felicidade pública, que nos foram legadas pelos modernistas do Iluminismo do século XVIII. Essas esperanças, dizem os pós-modernos, mostraram-se falidas, na melhor das hipóteses fantasias vãs e fúteis."